# Bristol (Connecticut)
Bristol es una ciudad suburbana ubicada en el condado de Hartford, en el estado estadounidense de Connecticut, a 32 km al suroeste de Hartford, a 193 km al suroeste de Boston y aproximadamente a 160 km al noreste de la ciudad de Nueva York. Forma parte de la Región de Planificación del Valle de Naugatuck. En el año 2005 tenía una población de 61.353 habitantes y una densidad poblacional de 894 personas por km². En el censo de 2020 la población era de 61.844 habitantes.
Bristol es conocido por ser la sede de la empresa de medios deportiva ESPN, que tiene sus estudios centrales en la ciudad. Igualmente, era conocida durante el siglo XIX por su industria relojera y, como recuerdo de ello, en la actualidad se encuentra en la localidad el Museo estadounidense del reloj (American Clock and Watch Museum). En Bristol se halla también el Lake Compounce, el parque temático en funcionamiento continuo más antiguo de los Estados Unidos. Se prevé que se convierta en uno de los mayores centros de incineración de desechos biomédicos de los Estados Unidos.
El apodo de Bristol es "la ciudad de las mamás", porque en otro tiempo era líder en la producción de crisantemos y todavía celebra un festival anual de las mamás de Bristol.

## Geografía
Bristol se encuentra ubicada en las coordenadas 41°40′52″N 72°56′26″O / 41.68111, -72.94056.

## Demografía
Según la Oficina del Censo en 2000 los ingresos medios por hogar en la localidad eran de 47 422 dólares, y los ingresos medios por familia eran 58 259 dólares. Los hombres tenían unos ingresos medios de 40 483 dólares frente a los 30 584 dólares para las mujeres. La renta per cápita para la localidad era de 23 362 dólares. Alrededor del 4.8% de la población estaban por debajo del umbral de pobreza.